# کارل ایرنبولگر
کارل ایرنبولگر (آلمانی: Karl Ehrenbolger; ۱۳ نوامبر ۱۸۹۹) بازیکن فوتبال اهل سوئیس بود.
وی به همراه تیم ملی فوتبال سوئیس مدال نقره مسابقات فوتبال در بازی‌های المپیک تابستانی ۱۹۲۴ را کسب کرده است.